# بطاقة زيارة

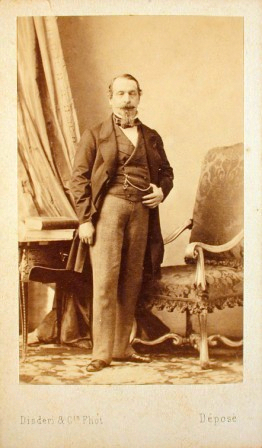
بطاقة زيارةنابوليون الثالث قام بإصدارها دسدري عام 1859.

بطاقة زيارة (بالفرنسية: carte de visite)
هي عبارة صورة شخصية صغيرة سجلت في باريس عام 1854 
وكانت عبارة عن الصورة الشخصية ملصقى على ورقة أكبر قليلا من الورق المقوى وكانت مقاييسها 2⅛ × 3½ بوصة ملصقة على ورقة 2½ × 4 inches.
ظلت بطاقة الزيارة بعيدة عن الاستعمال إلى أن قام دسدري الفرنسي بنشر صورة نابوليون الثالث بتلك المقاييس عام 1859. وقد عمل ذلك على انتشار تلك المقاييس، وأصبح هذا الابتكار منتشرا عند الخاصة في فرنسا  ثم في جميع أنحاء العالم. وكان يستبدلها الأصدقاء عند الزيارة كذلك رجال الأعمال.

## خلال الحرب الأهلية الأمريكية
أصبح لبطاقة الزيارة شأن كبير في الحرب الأعلية الأمريكية. فقد كان لعائلات الجنود والأصدقاء وسيلة لارسال صورهم إلى أحبائهم في ميادين القتال. وحظت بطاقات للمشاهير مثل أبرهام لنكولن وغيره باهتمام الجماهير فكانوا يجمعونها للاحتفاظ بها، وأصبح الجمهور لا يقتصر فقط على شراء صوره الشخصية بل أيضا شراء والحصول على صور المشاهير.

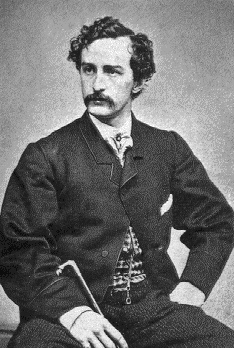
بطاقة زيارة جون بوث 1863 قام بالتقاطها ألكسندر جاردنر.

## مجموعة صور من تلك الأيام

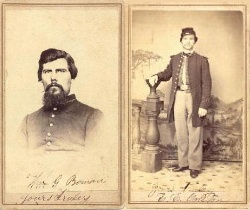
صورتان من بطاقات الزيارة أثناء الحرب الأعلية الأمريكية.
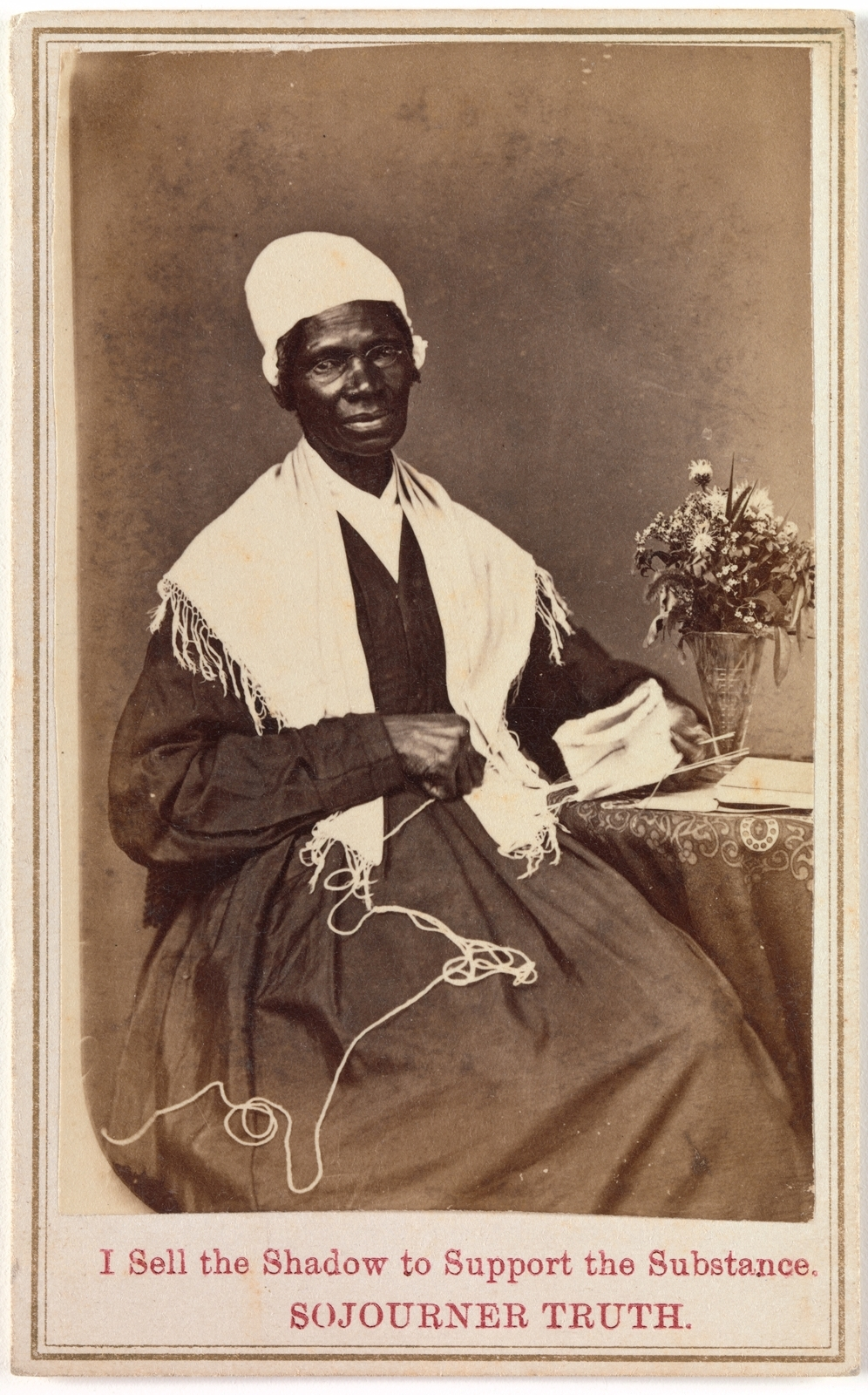
.
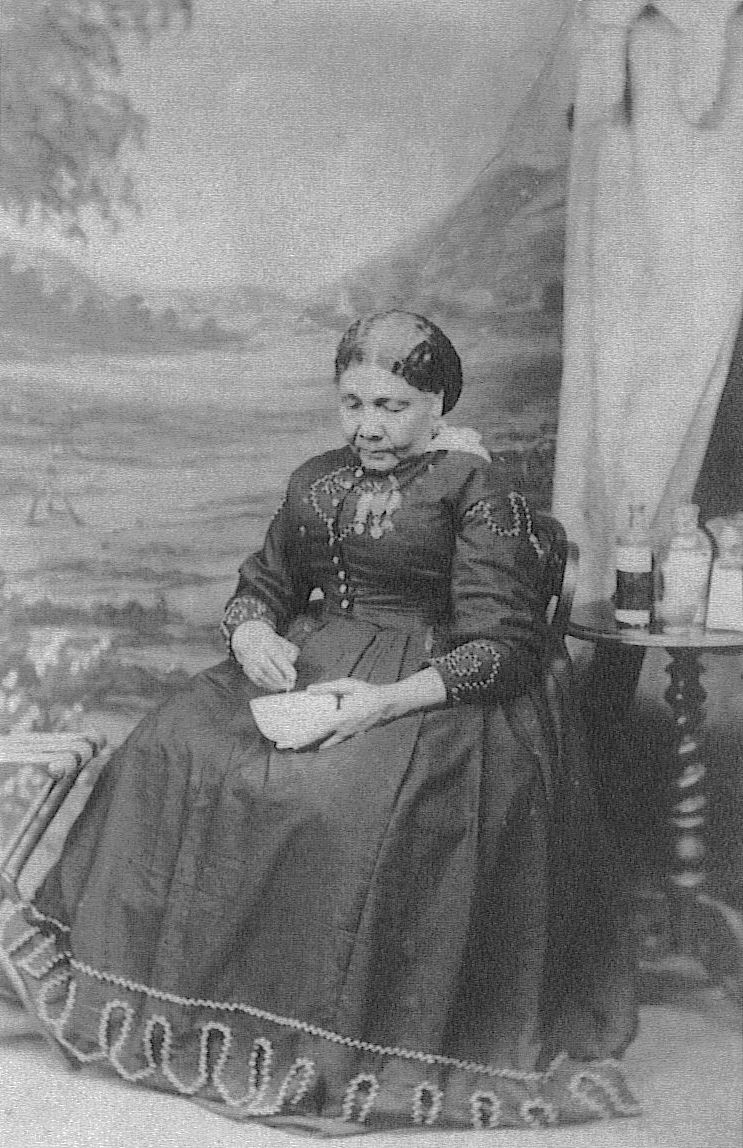
ماري سيكول 1873.
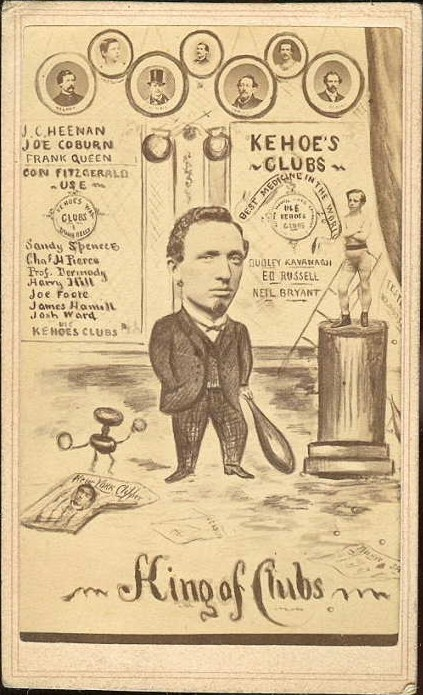
.
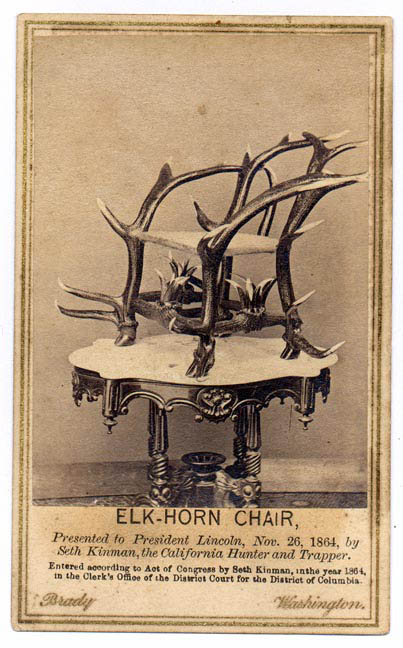
أبرهام لنكولن.
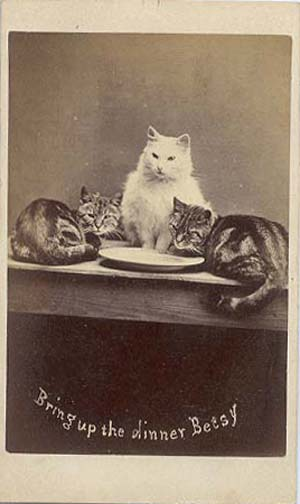
1870

## اقرأ أيضا
- بطاقة شخصية
- بطاقة مؤسسة
- بطاقة شخصية